# Giovanni Dolino
(Gianni Dolino)
Giovanni Dolino detto Gianni (Susa, 19 febbraio 1923 – Torino, 28 gennaio 2002) è stato un partigiano, politico e scrittore italiano.

## Biografia
Dopo l'impegno antifascista, iniziato nel 1942 e coronato dalla nomina a commissario della 2 Divisione Garibaldi "Piemonte", fu responsabile locale e nazionale dell'ANPI e fu tra gli organizzatori della rivolta contro il governo Tambroni nel 1960.
Insegnante e direttore didattico, fu anche consigliere comunale a Torino nelle liste del PCI dagli anni sessanta al 1985, nonché assessore all'Istruzione dal 1975 al 1980 e poi al Lavoro dal 1980 al 1985 nelle giunte guidate da Diego Novelli. A lui si deve lo sviluppo e l'aggiornamento delle scuole torinesi e l'istituzione del tempo pieno in molte scuole oltre all'introduzione dell'animazione didattica.
Tra i fondatori di Rifondazione comunista, nel 1992 fu eletto alla Camera, dove rimase come deputato fino al 1994 (XI legislatura).
Nel 1998, dopo la scissione interna a Rifondazione a seguito della caduta del primo governo Prodi, aderì al Partito dei Comunisti Italiani.
Morì il 28 gennaio 2002, poche settimane prima di compiere 79 anni.

## Opere
- Partigiani in Val di Lanzo, Milano, Franco Angeli, 1989
- Anche i boia muoiono. Diciannovesima Garibaldi tre volte brigata partigiana, Torino, AGIT, 1992